# Joe Gans
Joe Gans (Baltimore, 25 de novembro de 1875 - 10 de agosto de 1910) foi um pugilista americano, campeão mundial dos pesos-leves entre 1902 e 1908. Gans foi o primeiro lutador negro, nascido nos Estados Unidos, a conseguir conquistar um título mundial.

## Biografia
Considerado por muitos como o melhor pugilista peso-leve de toda a história do boxe, Joe Gans começou sua carreira profissional pelos idos de 1891, tendo acumulado mais de 70 vitórias e apenas 5 derrotas na primeira década de de sua carreira.
Gans desafiou o campeão Frank Erne, em sua primeira tentativa de capturar o título mundial dos pesos-leves, em 1900. Atingido por uma cabeçada acidental, que ocasionou um grave corte em seu olho esquerdo, Gans solicitou a interrupção da luta no 12º round, de modo que Erne assim conseguiu manter seu título intacto.
Entretanto, quando dois mais tarde, Gans decidiu novamente subir ao ringue contra o perigoso campeão Frank Erne, o título mundial dos pesos-leves acabaria trocando de mãos, depois que Gans conseguiu nocautear Enrne maravilhosamente no primeiro assalto.
Uma vez campeão mundial dos leves, Gans realizou pelo menos oito defesas de seu título, até meados de 1904, quando decidiu enfrentar o campeão mundial dos meios-médios Joe Walcott, em uma luta em que não houve disputa de títulos mundiais.
Obtendo um empate contra o grande Joe Walcott, após vinte assaltos de uma luta bem disputada, Gans parecia determinado a buscar o título mundial dos meios-médios. Contudo, um segundo encontro entre Gans e Walcott acabou não se tornando praticável, uma vez que Walcott veio a ferir gravemente a mão, em um infeliz acidente ocorrido pouco tempo depois de sua luta conta Gans, que obrigou-o a ficar afastado dos ringues por mais de um ano.
Dessa maneira, após esperar um ano inteiro pela recuperação de Walcott, logo no início de 1906, Gans nocauteou Mike Twin Sullivan, em uma luta que foi anunciada como válida pelo título mundial dos meios-médios. Poucos dias após esse combate, contudo, Walcott resolveu voltar à ativa, no intuito de prevenir que seu título começasse a ser posto em dúvida. 
Contudo, em sua luta de retorno, Walcott não demonstrou estar inteiramente recuperado de sua lesão, uma vez que nessa referida luta, o campeão terminou vencendo o combate, mediante uma suspeita desqualificação de seu adversário no 3º assalto. Tendo isso em vista, um ávido Joe Gans não esperou mais do que dois meses para reeditar seu duelo contra Mike Sullivan, em um novo combate anunciado como válido pelo título mundial dos meios-médios.
Vitorioso uma segunda vez contra Sullivan, Gans estava no caminho de se tornar aceito como o novo campeão mundial dos meios-médios. Todavia, quando em meados de 1906, Walcott convincentemente nocauteou Jack Dougherty, os planos de Gans de usurpar o cinturão de Walcott foram de vez encerrados.
Não obstante sua fracassada tentativa de se tornar campeão dos meios-médios, entre 1904 e 1907, Gans continuou a defender seu título mundial dos pesos-leves, em pelo menos mais sete ocasiões diferentes, dentre as quais incluem-se uma dramática luta contra Jimmy Britt, além de uma épica vitória sobre Battling Nelson, que mais tarde viria a se tornar seu futuro algoz.
Tendo contraído tuberculose por volta de 1907 ou 1908, Gans já começava a sentir os efeitos debilitantes de sua doença, quando teve seu título mundial tomado por Battling Nelson, em meados de 1908. Dois meses após perder seu trono, Gans ainda tentou recuperar seu título contra Nelson, porém, uma vez mais, acabou sendo sendo superado.
No início de 1909, Gans realizou sua derradeira luta na carreira, que acabou tendo de ser abreviada por causa de sua doença, que por fim veio a lhe tomar a vida, em meados de 1910. Seu corpo encontra-se sepultado no Mount Auburn Cemetery, em Baltimore.
Em 1990, Joe Gans fez parte da primeira seleção de boxeadores que entraram para galeria dos mais distintos boxeadores de todos os tempos, que hoje estão imortalizados no International Boxing Hall of Fame.